# Капарао
Капарао (порт. Caparaó) — муниципалитет в Бразилии. входит в штат Минас-Жерайс. Составная часть мезорегиона Зона-да-Мата. Входит в экономико-статистический микрорегион Маньюасу, который входит в Зона-да-Мата. Население составляет 5539 человек на 2006 год. Занимает площадь 130,064 км². Плотность населения — 42,6 чел./км².

## История
Город основан 1 марта 1963 года. 

## Статистика
- Валовой внутренний продукт на 2003 год составляет 16 103 229,00 реалов (данные: Бразильский институт географии и статистики).
- Валовой внутренний продукт на душу населения на 2003 год составляет 3042,94 реалов (данные: Бразильский институт географии и статистики).
- Индекс развития человеческого потенциала на 2000 год составляет 0,716  (данные: Программа развития ООН).